# Дарунок у Сутрі
Дарунок в Сутрі — укладена 728 року угода в містечку Сутрі між королем лангобардів Лютпрандом і Папою Римським Григорієм ІІ, за якою місто та декілька сіл у Лаціо було віддано під керування Папі, «як дарунок святим апостолам Петру та Павлу». Це була перша Папська територія за межами Рима.